# Musso (político)
Manowar Musso (1897, Kediri, Java Oriental - 31 de octubre de 1948) fue un político comunista de Indonesia y presidente del Partido Comunista de Indonesia (PKI) en la década de 1920 y de nuevo brevemente, a su regreso a Indonesia tras su exilio en Moscú, unas pocas semanas hasta su muerte en la rebelión de Madiun, Java, en 1948.
Exiliado en Moscú desde 1936, Musso regresó a Indonesia el 12 de agosto de 1948, bajo el nombre falso de Suparto, y se hice con la presidencia del PKI, estableciendo su base en Madiun. Tras la firma del acuerdo de Renville, y la consecuente caída del gobierno de Amir Sjarifuddin, los seguidores de Musso anticiparon la rebelión prevista con unos disturbios que trajeron al ejército republicano para instalar el orden. Con solo unos 3000 o 4000 hombres armados, pero poco entrenados, Musso fue obligado a hacer un llamamiento a las armas el 18 de septiembre de 1948. En menos de dos semanas, tras miles de muertes entre los rebeldes, el ejército republicano se hizo con el control de la zona, ejecutando a la mayor parte de la cúpula del PKI, Sjarifuddin incluido, y 36000 personas fueron encarcleadas. Existen distintas versiones sobre su muerte, una, de que Musso murió en la lucha, y otra que mientras escapaba de la cárcel el día 21 de octubre. El presidente Sukarno declaró la supresión de la rebelión el 25 de octubre de 1948.